# کیلب برادهم
کیلب دیویس برادهم (به انگلیسی: Caleb Bradham)،(زاده ۲۷ مه ۱۸۶۷ ، درگذشته ۱۹ فوریه ۱۹۳۴ کارولینای شمالی) داروساز آمریکایی و مخترع پپسی میباشد.
نوشابه پپسی اولین بار در سال ۱۸۹۳ توسط داروساز کیلب برادهم اهل نیوبرن در ایالت کارولینای شمالی در کشور آمریکا معرفی شد. هدف برادهم از تولید این نوشیدنی درمان درد معده بود. نام نوشابه پپسی بر گرفته شده از پپسین (Pepsin)، آنزیمی است پروتئینی که از سلولهای اصلی معده ترشح می‌شود و به هضم پروتئینها کمک می‌کند. این شرکت در زمینه تولید انواع نوشیدنی‌های غیر الکلی فعالیت داشت که پپسی معروف‌ترین آن‌هاست.